# Montenegro nos Jogos Olímpicos de Inverno de 2010
Montenegro participou dos Jogos Olímpicos de Inverno de 2010, realizados na cidade de Vancouver, no Canadá. Foi a primeira aparição como nação independente em Olimpíadas de Inverno, após competir como Sérvia e Montenegro em 2006 e como Iugoslávia nos anos anteriores. 
Bojan Kosić foi o único representante e competiu no esqui alpino.

## Desempenho

### Esqui alpino
Masculino
| Atleta      | Evento         | Resultado | Resultado | Resultado | Resultado |
| Atleta      | Evento         | Corrida 1 | Corrida 2 | Total     | Pos.      |
| ----------- | -------------- | --------- | --------- | --------- | --------- |
| Bojan Kosić | Slalom         | 56.15     | 59.17     | 1:55.32   | 40º       |
| Bojan Kosić | Slalom gigante | 1:27.74   | 1:30.29   | 2:58.03   | 61º       |

Legenda
| Recorde mundial      | Recorde mundial (World record)               |                       | Recorde africano                      | Recorde africano (African) |                                           | Q | Classificado por posição (Qualified) |
| Recorde olímpico     | Recorde olímpico (Olympic record)            | Recorde da América    | Recorde da América (Americas)         | q                          | Classificado por melhor tempo (Qualified) |   |                                      |
| Melhor marca do ano  | Melhor marca do ano (World leading)          | Recorde asiático      | Recorde asiático (Asian)              | DNS                        | Não largou (Did not start)                |   |                                      |
| Recorde nacional     | Recorde nacional (National record)           | Recorde europeu       | Recorde europeu (European)            | DNF                        | Não terminou (Did not finish)             |   |                                      |
| Recorde pessoal      | Recorde pessoal do atleta (Personal best)    | Recorde da Oceania    | Recorde da Oceania (Oceania)          | DSQ / DQ                   | Desclassificado (Disqualified)            |   |                                      |
| Recorde da temporada | Recorde da temporada do atleta (Season best) | Recorde sul-americano | Recorde sul-americano (South America) | NM                         | Sem marca (No mark)                       |   |                                      |